# Thomas Jouenne-Longchamp
Thomas François Ambroise Jouenne-Longchamp, né le 3 novembre 1761 à Beuvron-en-Auge (Calvados), mort le 23 février 1818 à Bruxelles (Belgique), est un homme politique de la Révolution française.

## Biographie
En septembre 1792, alors qu'il est officier municipal à Lisieux, Jouenne-Longchamp est élu député du département du Calvados, le neuvième sur treize, à la Convention nationale.
Il siège sur les bancs de la Plaine. Lors du procès de Louis XVI, il vote la mort et rejette l'appel au peuple et le sursis à l'exécution. En avril 1793, il vote en faveur de la mise en accusation de Jean-Paul Marat. En mai de la même année, il vote en faveur du rétablissement de la Commission des Douze.
Réélu au conseil des Cinq-Cents, secrétaire de l'assemblée, il se montre hostile au coup d'État du 18 Brumaire. Il est expulsé en 1816, comme conventionnel régicide.

## Sources
1. ↑  Archives parlementaires de 1787 à 1860, Première série, tome 52, p. 37.
2. ↑  Jacques-François Froullé, « Liste comparative des cinq appels nominaux. Faits dans les séances des 15, 16, 17, 18 et 19 janvier 1793, sur le procès et le jugement de Louis XVI [...] » , sur www.gallica.bnf.fr, 1793 (consulté le 3 avril 2024)
3. ↑  Archives parlementaires de 1787 à 1860, Première série, tome 62, séance du 13 avril 1793, p. 51.
4. ↑  Archives parlementaires de 1787 à 1860, Première série, tome 65, séance du 28 mai 1793, p. 533.

« Thomas Jouenne-Longchamp », dans Adolphe Robert et Gaston Cougny, Dictionnaire des parlementaires français, Edgar Bourloton, 1889-1891 [détail de l’édition]